# Cyganów (Starachowice)
Cyganów – część miasta Starachowice. Leży na południu miasta, w rejonie ulicy Turystycznej.